# 7. ceremonia wręczenia Oscarów
7. ceremonia rozdania Oscarów odbyła się 27 lutego 1935 roku w Hotelu Biltmore w Los Angeles. Mistrzem ceremonii był Irvin S. Cobb.

## Laureaci i nominowani
Dla wyróżnienia zwycięzców poszczególnych kategorii, napisano ich pogrubioną czcionką oraz umieszczono na przedzie (tj. poza kolejnością nominacji na oficjalnych listach).

### Najlepszy Film
- wytwórnia: Columbia Pictures − Ich noce
- wytwórnia: Metro-Goldwyn-Mayer − Barretowie z Wimpole Street
- wytwórnia: 20th Century Fox − Dom Rotszyldów
- wytwórnia: Paramount − Kleopatra
- wytwórnia: First National − Promenada miłości
- wytwórnia: RKO Radio Pictures − Wesoła rozwódka
- wytwórnia: Warner Bros. − Nadchodzi Navy
- wytwórnia: Universal Studios − Imitacja życia
- wytwórnia: Columbia Pictures − Noc miłości
- wytwórnia: Metro-Goldwyn-Mayer − W pogoni za cieniem
- wytwórnia: Metro-Goldwyn-Mayer − Viva Villa!
- wytwórnia: FOX − Biały pochód

### Najlepszy Aktor
- Clark Gable − Ich noce
- Frank Morgan − Sprawa Celliniego
- William Powell − W pogoni za cieniem

### Najlepsza Aktorka
- Claudette Colbert − Ich noce
- Norma Shearer − Barretowie z Wimpole Street
- Grace Moore − Noc miłości

nominacja nieoficjalna:
- Bette Davis − W niewoli uczuć

### Najlepszy Reżyser
- Frank Capra − Ich noce
- Victor Schertzinger − Noc miłości
- W.S. Van Dyke − W pogoni za cieniem

### Najlepsze Materiały do Scenariusza
- Arthur Caesar − Wielki gracz
- Norman Krasna − The Richest Girl in the World
- Mauri Grashin − Hide-Out

### Najlepszy Scenariusz Adaptowany
- Robert Riskin − Ich noce
- Frances Goodrich i Albert Hackett − W pogoni za cieniem
- Ben Hecht − Viva Villa!

### Najlepsze Zdjęcia
- Victor Milner − Kleopatra
- George Folsey − Szpieg nr 13
- Charles Rosher − Sprawa Celliniego

### Najlepsza Scenografia i Dekoracja Wnętrz
- Cedric Gibbons i Fredric Hope − Wesoła wdówka[1]
- Van Nest Polglase i Carroll Clark − Wesoła rozwódka
- Richard Day − Sprawa Celliniego

### Najlepszy Dźwięk
- Columbia Studio Sound Department, reżyser dźwięku: John Livadary − Noc miłości
- Warner Bros.−First National Studio Sound Department, reżyser dźwięku: Nathan Levinson − Promenada miłości
- RKO Radio Studio Sound Department, reżyser dźwięku: Carl Dreher − Wesoła rozwódka
- United Artists Studio Sound Department, reżyser dźwięku: Thomas T. Moulton − Sprawa Celliniego
- Paramount Studio Sound Department, reżyser dźwięku: Franklin B. Hansen − Kleopatra
- Universal Studio Sound Department, reżyser dźwięku: Theodore Soderberg − Imitacja życia
- Metro-Goldwyn-Mayer Studio Sound Department, reżyser dźwięku: Douglas Shearer − Viva Villa!
- Fox Studio Sound Department, reżyser dźwięku: E.H. Hansen − Biały pochód

### Najlepsza Piosenka
- „The Continental” − Wesoła rozwódka − muzyka: Con Conrad, słowa: Herb Magidson
- „Love in Bloom” − Miłość dla początkujących − muzyka: Ralph Rainger, słowa: Leo Robin
- „Carioca” − Karioka − muzyka: Vincent Youmans, słowa: Edward Eliscu i Gus Kahn

### Najlepsza Muzyka
- Columbia Studio Music Department, szef studia: Louis Silvers, temat muzyczny: Victor Schertzinger i Gus Kahn − Noc miłości
- RKO Radio Studio Music Department, szef studia: Max Steiner, muzyka: Kenneth Webb i Samuel Hoffenstein − Wesoła rozwódka
- RKO Radio Studio Music Department, szef studia: Max Steiner, muzyka: Max Steiner − Patrol na pustyni

### Najlepszy Montaż
- Conrad A. Nervig − Eskimo
- Gene Milford − Noc miłości
- Anne Bauchens − Kleopatra

### Najlepszy Asystent Reżysera
- John Waters − Viva Villa!
- Cullen Tate − Kleopatra
- Scott Beal − Imitacja życia

### Najlepszy Krótkometrażowy Film Animowany
- Walt Disney − Żółw i Zając (z serii Silly Symphonies)
- Walter Lantz − Jolly Little Elves (z serii Walter Lantz Cartune)
- Charles Mintz − Holiday Land (z serii A Color Rapsody)

### Najlepszy Krótkometrażowy Film Komediowy
- Kenneth Macgowan − La Cucaracha
- Warner Bros. − What, No Men!
- Jules White − Men in Black

### Najlepsza Krótkometrażowa Nowela
- Stacy Woodard i Horace Woodard − City of Wax (z cyklu Battle for Life')
- Pete Smith − Strikes and Spares
- Skibo Productions − Bosom Friends (z cyklu Treasure Chest)

### Oscary Honorowe i Specjalne
- Shirley Temple − za rolę dziecięcą

### Nagrody Naukowe i Techniczne

#### Klasa II
- Electrical Research Products Inc. − za prace przy rozwoju nowej metody nagrywania dźwięku

#### Klasa III
- Columbia Pictures − za zastosowanie nowej metody (autorstwa Electrical Research Products Inc.) nagrywania dźwięku w praktyce, podczas tworzeniu dźwięku do filmu Noc miłości
- Bell and Howell Company − za rozwój ich w pełni automatycznego odtwarzacza dźwięku i obrazu